# Pantoclis pubiventris
Pantoclis pubiventris är en stekelart som först beskrevs av Thomson 1858.  Pantoclis pubiventris ingår i släktet Pantoclis, och familjen hyllhornsteklar. Arten är reproducerande i Sverige.